# Франк, Вилли
Вильгельм Эдуард Франц Франк (нем. Wilhelm Eduard Franz Frank; 9 февраля 1903, Регенсбург, Германская империя — 9 июня 1989, Мюнхен, ФРГ) — немецкий инженер и зубной врач, гауптштурмфюрер СС в концлагере Освенцим.

## Биография
Вилли Франк родился 9 февраля 1903 года в семье инженера. В 1923 году сдал экзамен на аттестат зрелости. Изучал инженерное дело в Мюнхенском техническом университете. В 1923 году активно участвовал в деятельности мюнхенского студенческого объединения «Ратисбония». В 1927 году сдал экзамен и стал дипломированным инженером. Четыре года он работал по специальности, но позже сменил род деятельности. С 1931 по 1933 год в Мюнхене изучал стоматологию. После окончания стажировки открыл в 1935 году в Бад Канштатте стоматологическую практику. В 1936 году получил учёную степень доктора медицинских наук.
В 1920 году вступил в добровольческий корпус Эппа, в составе которого принимал участие в подавлении Рурского восстания. Ещё в 1922 году, как член-основатель местной нацистской группировки в Регенсбурге, вступил в НСДАП. В 1923 году участвовал в Пивном путче. 1 мая 1933 года повторно вступил в нацистскую партию (билет № 2942877), а также присоединился к Национал-социалистическому механизированному корпусу. В 1936 году был зачислен в СС (№ 289643). Кроме того, он добровольно оказывал стоматологические услуги для служащих СС оберабшнита в Штутгарте. В 1940 году Франк, имевший Шеврон старого бойца, добровольно поступил на службу в Войска СС. Он проходил обучение во 2-й танковой дивизии СС «Рейх», а потом до января 1942 года воевал в составе дивизии СС «Викинг» на Восточном фронте. Затем он работал в лазарете СС в Дахау, Минске и Вевельсбурге.
С 28 февраля 1943 года являлся вторым зубным врачом в концлагере Освенцим, а с 15 июля в качестве преемника Карла-Хайнца Тойбера стал главным зубным врачом лагеря. Франк участвовал в селекции более 6000 заключённых. С августа по ноябрь 1944 года был главным зубным врачом в концлагере Дахау.

### После войны
В последние месяцы войны в составе 3-й танковой дивизии СС «Мёртвая голова» воевал в Венгрии и впоследствии попал в американский плен, из которого в январе 1947 года был освобождён. В рамках денацификации в Мюнхене был классифицирован как «попутчик». Потом работал зубным врачом в Штутгарте. С 5 октября 1964 года находился в предварительном заключении. На Франкфуртском Освенцимском процессе в 1965 году суд присяжных во Франкфурте-на-Майне за пособничество в убийстве приговорил его к семи годам каторжной тюрьмы. Ему было предъявлено обвинение в селекции более 6000 узников в газовую камеру. В 1969 году Франк отказался от своей лицензии на медицинскую практику, после того как земельная врачебная палата Баден-Вюртемберга ещё в 1961 году рассмотрела судебное дело. Его сын закрыл практику, которую он должен был вести во время отсутствия отца. После своего освобождения из заключения в апреле 1970 года Франк работал фармацевтическим представителем.